# Unionisme espagnol
L'unionisme espagnol est un terme utilisé par les indépendantistes catalans, basques ou galiciens pour désigner l'attitude politique visant à maintenir l'Espagne en tant qu'État-nation unifié.

## Présentation
L'unionisme espagnol est considéré par les partis nationalistes basques et catalans comme une idéologie politique définie par sa négation de l'exercice du droit à l'autodétermination des « nationalités périphériques » de l'Espagne ou parfois par la simple défense de l'Espagne en tant que nation. Par conséquent, cette étiquette a été appliquée à des partis tels que le Parti populaire, le Parti socialiste ouvrier espagnol (bien que celui-ci soit parfois perçu comme plus conciliant envers les mouvements nationalistes espagnols), Union, progrès et démocratie et Ciudadanos.